# Platyrrhinus aurarius
Platyrrhinus aurarius là một loài động vật có vú trong họ Dơi mũi lá, bộ Dơi. Loài này được Handley & Ferris mô tả năm 1972.